# HD113894
HD113894 — хімічно пекулярна зоря спектрального класу A7, що має видиму зоряну величину в смузі V приблизно  8,5.
Вона  розташована на відстані близько 707,5 світлових років від Сонця.

## Пекулярний хімічний склад
Зоряна атмосфера HD113894 має підвищений вміст 
Cr
.